# (10744) Tsuruta
(10744) Tsuruta es un asteroide perteneciente al cinturón de asteroides, región del sistema solar que se encuentra entre las órbitas de Marte y Júpiter, descubierto el 5 de diciembre de 1988 por Takuo Kojima desde la Estación Chiyoda, Japón.

## Designación y nombre
Designado provisionalmente como 1988 XO. Fue nombrado en honor de Masatoshi Tsuruta (n. 1938), presidente de la Sociedad Astronómica de Saga desde 1998, es instructor durante las sesiones de observación y se dedica a difundir las actividades astronómicas en el Observatorio de la ciudad de Saga. Está especialmente dotado como fotógrafo de nebulosas difusas.

## Características orbitales
Tsuruta está situado a una distancia media del Sol de 2,582 ua, pudiendo alejarse hasta 3,047 ua y acercarse hasta 2,118 ua. Su excentricidad es 0,180 y la inclinación orbital 15,849 grados. Emplea 1515,59 días en completar una órbita alrededor del Sol.
Pertenece a la familia de asteroides de (170) Maria.

## Características físicas
La magnitud absoluta de Tsuruta es 13,26. Tiene 6,220 km de diámetro y su albedo se estima en 0,263. 